# Festuca richardsonii
Festuca richardsonii är en gräsart som beskrevs av William Jackson Hooker. Festuca richardsonii ingår i släktet svinglar, och familjen gräs. Inga underarter finns listade i Catalogue of Life.